# Пьянков, Павел Янович
Павел Янович Пьянков — Павел не был диск жокеем, он был руководителем группы, им же названной «Звуки времени» в 1982 году она проводила дискотеки в одном из общежитий политехнического института города Перми , это было начало этой группы. В неё входили: Павел Пьянков- руководитель, Алексей Агафонов- звукооператор, Аркадий Шаевич- ведущий диск-жокей, Игорь Кузнецов- светооператор, Сергей Заболотский- помощник по всем не большим делам. Через некоторое время команда выступила хорошо, на областных команд дискотек и получила 1 место которое проходило во дворце телефонного завода. После этого движение дискотек пошло на спад.  Ведущий телепрограммы «Привет!» на телеканале «Рифей», автор и ведущий телевизионной программы «YEAH!», выходившей на телеканале «СТС-Пермь» более 15 лет.

## Биография
Родился Павел 23 апреля 1960 года в городе Пермь. Окончил школу с золотой медалью, в институте был Ленинским стипендиатом. Окончил Пермский политехнический институт по специальности «Автоматика, механика, техническая кибернетика». Десять лет проработал на кафедре ВТАУ.
В молодости Павел в состоянии алкогольного опьянения проник с друзьями ночью в пермский зоопарк и сунул руку в клетку к двум тиграм, в результате чего лишился правой руки. Несмотря на отсутствие руки Павел водит автомобиль, любит скоростную езду, подводную рыбалку и лыжный спорт. Имел большое количество автомобилей, среди которых были: «Volkswagen Golf», «Mercedes», «ВАЗ-2112».
В ночь с 19 на 20 октября 2006 года Павел поступил в приёмное отделение хирургии МСЧ № 9, по причине перенесённой им автомобильной аварии, в результате которой он получил множественные травмы.
Являлся генеральным директором ныне закрытого пермского кинотеатра «Октябрь» и одним из учредителей компании по записи и продаже видеокассет «Лагоз Броз».

## Телевидение
Работа Павла Пьянкова на телевидении началась с того, что он со своим другом Сергеем Кущенко выпускал на пермском телевидении программу «Привет!». В те годы они были молодыми диск-жокеями. Вдвоем с Кущенко они сделали прорыв в области молодёжных развлекательных программ в Перми. Оба на протяжении долгого времени занимались дискотеками и раскованно вели себя перед камерами. Так же Павел был руководителем дискотеки Дворца культуры профтехобразования «Росток».
В передаче «Привет!» были сюжеты про музыку, фильмы и взаимоотношения людей. Затем друзья перешли со своей программой на телеканал «Рифей». Именно там стартовал проект о кино «YEAH!», в котором проводились обзоры кино-новинок. «Привет!» через пять-шесть выпусков на «Рифее» стал авторской программой Павла Пьянкова, а программа «YEAH!» в скором времени перекочевала на канал «СТС-Пермь». Сергей Кущенко ушёл в спорт и стал президентом и основателем баскетбольного клуба «Урал-Грейт», а теперь является генеральным директором московского баскетбольного клуба «ЦСКА».
В 2007 году программе «YEAH!» исполнилось 15 лет. Стоит отметить что её название переводится не как «Да», а точнее: «Ну!», «Ага!», «Давай!», «Поехали!».

## Личная жизнь
Женат, есть дочь которую зовут Соня.
Частью имиджа Павла являются тёмные очки, бандана и кожаная куртка.
Просматривает по 2-3 фильма каждый день. Любимый фильм: «Безумный Макс 2», любимый актёр: Мел Гибсон, любимая музыкальная группа: «Зона», любимое домашнее животное: немецкая овчарка.